# Сьценгна (Лодзинське воєводство)
Сьценгна (пол. Ścięgna) — село в Польщі, у гміні Жонсня Паєнчанського повіту Лодзинського воєводства.
Населення — 12 осіб (2011).
У 1975-1998 роках село належало до Пйотрковського воєводства.

## Демографія
Демографічна структура станом на 31 березня 2011 року:
|          | Загалом | Допрацездатний вік | Працездатний вік | Постпрацездатний вік |
| -------- | ------- | ------------------ | ---------------- | -------------------- |
| Чоловіки | 8       | 2                  | 5                | 1                    |
| Жінки    | 4       | 1                  | 1                | 2                    |
| Разом    | 12      | 3                  | 6                | 3                    |